# Shell to Sea

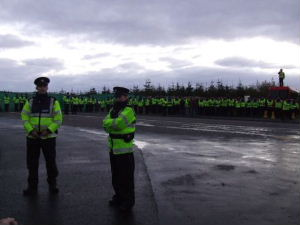
Chaîne humaine de gardaí pour bloquer l'entrée de la raffinerie aux manifestants (novembre 2007).

Shell to Sea [ ʃɛl tuː siː] en anglais ou Shell chun Sáile [ ʃɛl xʊnˠ ˈsˠɑːlʲə] en irlandais (littéralement « Le coquillage / l'entreprise Shell à la mer ») est un mouvement d'opposition à la mise en place d'un gazoduc à haute pression à travers le village de Rossport dans le gaeltacht du comté de Mayo en Irlande, et à la construction d'une raffinerie terrestre dans la même région entrepris par un  conglomérat composé par Shell, StatoilHydro et Vermilion Energy Trust pour l'exploitation d'un gisement d'hydrocarbures au large des côtes de Mayo.
Le mouvement s'est formé d'abord localement au début des années 2000 à l'instigation des riverains qui refusaient de céder leurs terres ou d'autres qui, vivant à proximité, s'inquiétaient des conséquences néfastes du projet de Shell sur leur qualité de vie. Le mouvement a bientôt gagné une amplitude nationale et des militants irlandais et anglais ont rejoint les riverains pour dénoncer ce qu'ils jugent être des violations répétées des droits de l'homme et de l'environnement par des multinationales toutes-puissantes qui bénéficieraient d'une politique gouvernementale complaisante.
Le mouvement Shell To Sea ne s'oppose pas à l'exploitation du gisement gazier mais milite pour que le gaz soit traité sur place en mer (d'où son nom, Shell à la mer) pour limiter les dégâts environnementaux et les risques d'accidents. D'autre part, Shell to Sea dénonce ce qu'il considère comme un pillage des ressources irlandaises par des compagnies privées sans réelle rétribution pour le peuple irlandais, et a fortiori pour les populations riveraines.
L'avancée des travaux en a été considérablement retardée. Début 2010, Shell a déclaré suspendre les travaux pour un an pour « apaiser les tensions ». Finalement, en 2018, Shell abandonne le projet, cédant ses parts à RPC Investissements, l'Office d'investissement du régime de pensions du Canada, et les droits d'exploitation à l'opérateur minoritaire Vermilion Energy.

## Début de la mobilisation et structuration du collectif

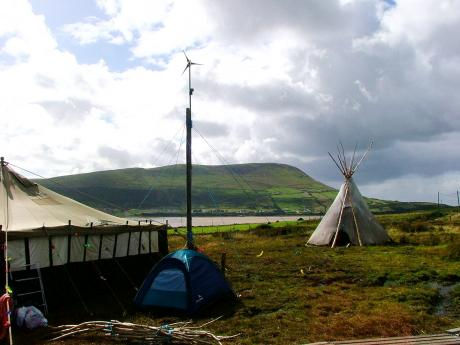
Le « Rossport Solidarity Camp », le campement situé à proximité des travaux de Shell à Rossport où des militants assurent une présence constante.

En 1996, un gisement de gaz naturel, connu plus tard sous le nom de gisement gazier de la Corrib (Corrib gas field) est découvert par Enterprise Oil à 70 km au large de la côte nord du comté de Mayo. La valeur potentielle de la totalité des champs d'hydrocarbures de la région est estimée à plus de 420 milliards d'euros. La concession est accordée à plusieurs sociétés pétrolières, dont Enterprise Oil (45 %), Statoil (36,5 %) et Marathon Oil (18,5 %) qui forment ensemble le consortium Enterprise Energy Ireland Limited (EEI).
Il est décidé que le gaz brut sera transporté à terre dans des canalisations puis traité dans une raffinerie. Le 22 novembre 2000, EEI fait une demande au conseil général du comté pour un permis de construire la raffinerie à Ballinaboy. Après que le conseil général a demandé des informations complémentaires avant de se prononcer, EEI décide de retirer immédiatement sa demande, avant d'en présenter une autre le 30 avril 2001 avec certaines modifications, comme déplacer le site de la raffinerie de 500 m. À ce stade, certaines voix comme celle de Brendan Philbin, qui deviendra plus tard l'un des Rossport 5, ont objecté que le projet ne se conformait pas aux normes de développement durable de la région.
Alors qu'Enterprise Oil est rachetée par Royal Dutch Shell en 2002, qui prend les rênes des opérations, l'opposition au projet s'accentue par une partie de la population locale qui ne se sent ni informée ni consultée. Les propriétaires fonciers habitant sur ce qui était alors l'itinéraire prévu du gazoduc reçoivent bientôt par courrier postal des avis leur indiquant que le tracé n'est pas négociable et qu'ils seraient sujets à des expropriations pour cause d'intérêt général. Certains ont donné leur accord pour céder leurs terres contre rémunération, alors que d'autres ont refusé. Frank Fahey, le ministre de la communication, de l'énergie et des ressources naturelles a alors signé 34 ordres d'expropriation prévoyant des pénalités en cas de désobéissance. Les pénalités ont notamment été effectives dans le cas des Rossport Five, qui sont emprisonnés le 29 juin 2005. Le collectif Shell to Sea est alors créé. Les Rossport Five sont relâchés fin septembre 2005. Un campement est installé sur les terres de Philip McGrath, l'un des Rossport Five, à proximité des travaux de Shell, où des militants se relaient en permanence, le « Rossport solidarity camp ». Des groupes locaux se forment progressivement, aujourd'hui actifs à Dublin, Cork, Galway, Belfast, dans le comté de Clare et de Mayo et même à l'étranger, à Londres, en Allemagne, et en Suisse.
Peter Cassells est nommé comme médiateur entre les militants et Shell. Après avoir déclaré que le débat sur la localisation de la raffinerie ne relevait pas de ses attributions, il a été considéré comme un pantin par Shell to Sea qui a cessé le dialogue.

## Désobéissance civile et maintien de l'ordre

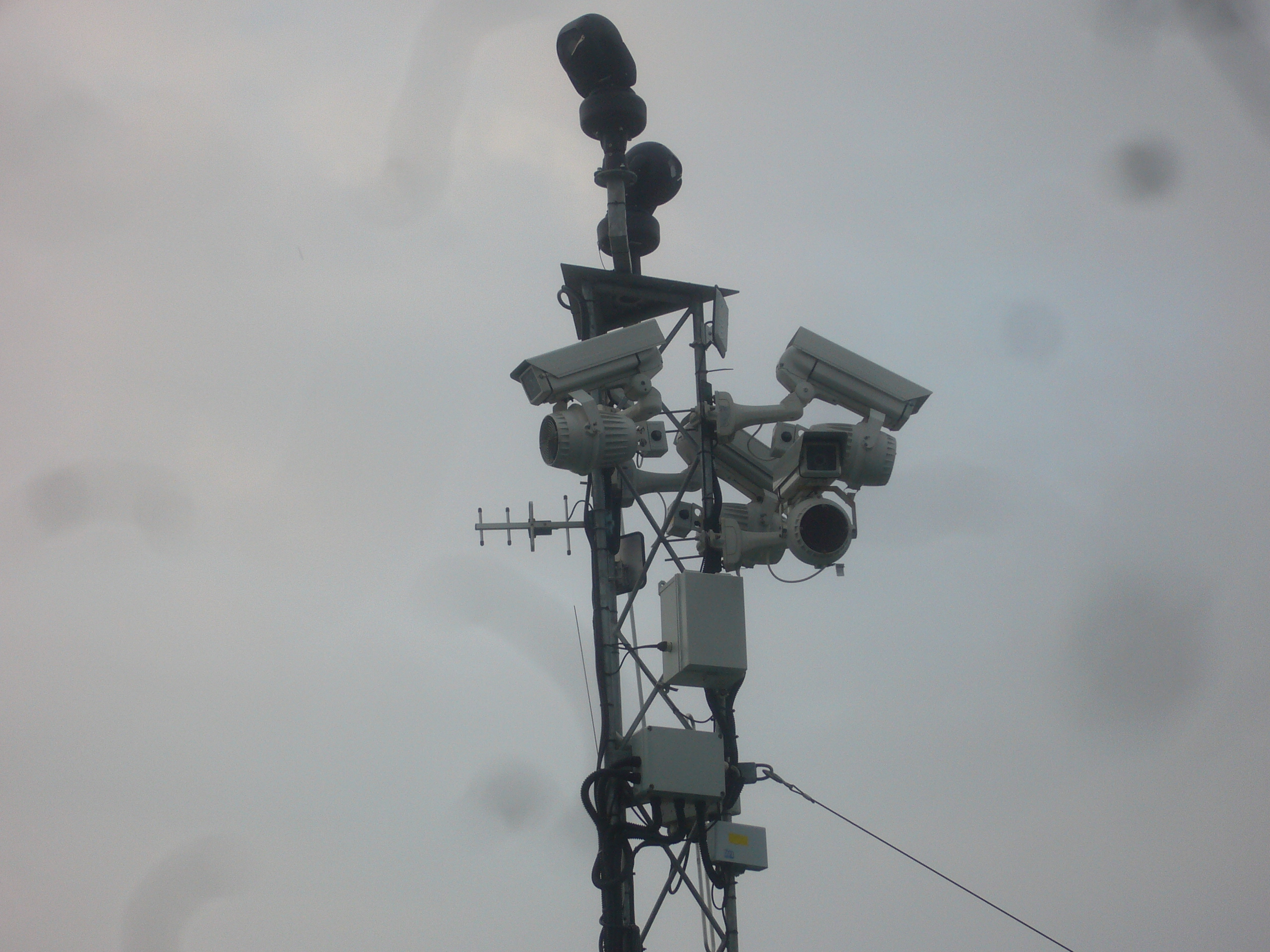
Caméras aux abords de l'enceinte de Shell à proximité du Rossport Solidarity Camp à Rossport en mai 2009

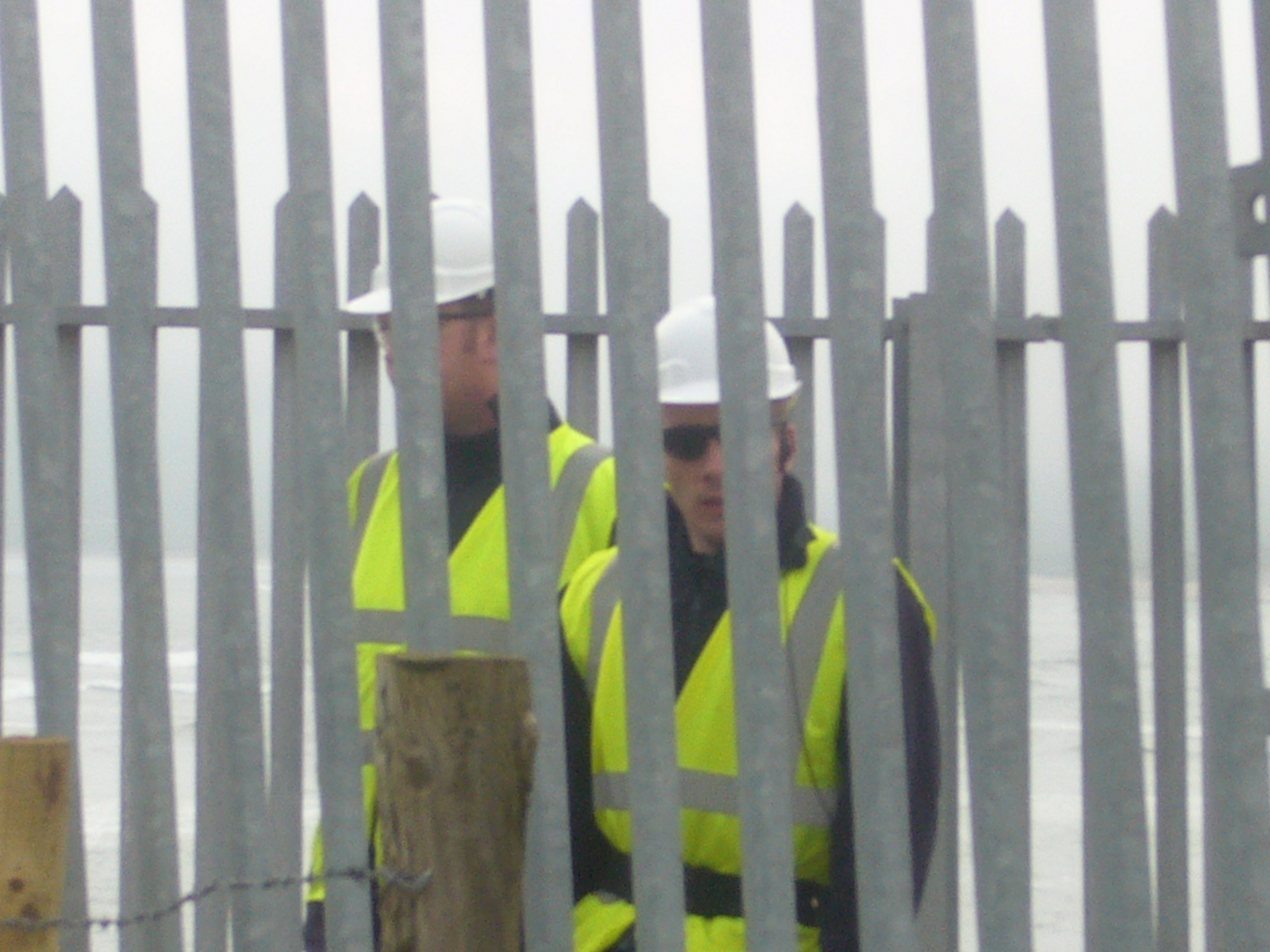
Deux agents de l'IRMS dans l'enceinte de Shell à Rossport en mai 2009

Shell to sea se revendique comme un collectif non-violent. Après l'échec des négociations et des recours en justice infructueux, le collectif a commencé à organiser des actes de désobéissance civile et à utiliser des techniques d'action directe non-violente, avec l'aide d'activistes venus d'Angleterre notamment, pour empêcher la tenue des travaux. Des piquets de masses, chaînes humaines, blocages, sit-ins et autres actions sont mis en place régulièrement.
Le mardi 26 septembre 2006, des manifestants bloquent l'entrée du site de la raffinerie à Bellinaboy pour empêcher les ouvriers de travailler. Environ 150 personnes se tiennent devant l'entrée en récitant le rosaire. Les ouvriers renoncent finalement à rentrer sur le site pour aller s'entretenir avec les Gardaí.
Une semaine plus tard le 3 octobre, un détachement de Gardaí arrive sur les lieux, augmentant le nombre de policiers de 170 hommes. Cette date correspond à un changement tactique des opérations de maintien de l'ordre à l'encontre des désobéissants. Une politique de zéro arrestation est appliquée, plusieurs manifestants sont hospitalisés après des affrontements avec les Gardaí. Les Gardaí sont accusés par des ONG et des personnalités politiques de violence excessive. Le superintendant Joe Gannon dit dans une interview à la revue Garda Review « Il n'y a pas eu d'arrestations. Cela faisait partie de notre stratégie ; nous ne voulons pas provoquer des vocations au martyre ». Une autre manifestation de grande échelle à Bellanaboy prévue pour le 24 novembre 2006 est annulée par les organisateurs de peur de déplorer de nouveaux coups et blessures de la part des Gardaí.
En avril 2008, 150 vigiles de l'Integrated Risk Management Services (IRMS), une firme de sécurité privée employée par Shell arrivent sur place. Cette garde rapprochée a depuis été la cible de nombreuses critiques de la part de Shell to Sea, qui la voit comme une milice paramilitaire responsable d'espionnage des riverains et de nombreux passages à tabac de militants en toute impunité. Quoique les identités des agents, souvent d'origine étrangère, soient systématiquement dissimulées, deux d'entre eux, Tibor Révész et Michael Dwyer, sont devenus tristement célèbres quand, après leur passage à Mayo, ils se sont engagés comme mercenaires aux côtés d'Eduardo Rózsa-Flores en Bolivie où ils ont finalement trouvé la mort le 16 avril 2009 dans un raid de l'armée bolivienne. Le gouvernement bolivien les a qualifiés de militants d'extrême droite ayant pour but d'assassiner le président Evo Morales,. Eduardo Rózsa-Flores a témoigné dans une vidéo diffusée après sa mort que la milice était un groupe d'autodéfense sans intention d'agression.
En juillet 2008, des travaux préparatifs pour la pose du gazoduc ont commencé dans la baie de Broadhaven et le plus grand navire poseur de canalisations au monde, le Solitaire, arrive bientôt dans la baie. Deux navires de la flotte de la marine irlandaise, un avion militaire, 300 Gardaí et 200 agents de l'IRMS viennent assurer la sécurité en mer pour la venue du Solitaire. Sous la superintendance de John Gilligan, un ancien d'Interpol qui a remplacé Joe Gannon en 2007, une série de 40 arrestations ont été opérées par les Gardaí durant l'été 2008. Des hommes d'affaires locaux et le pêcheur Pat O'Donnell ont accusé les Gardaí de partialité quand ils n'ont pas répondu à la demande d'assistance d'O'Donnell à défendre sa zone de pêche où il avait installé des casiers à crabes qui étaient sur la route du Solitaire. Le ministère de l'agriculture et de la pêche a déclaré que puisque les deux parties avaient des permis pour leurs activités, elles devraient régler leur conflit à l'amiable. Les Gardaí ont placé deux fois O'Donnel et son fils en garde à vue pour trouble de l'ordre public, mais les ont relaxés à chaque fois quand leur avocat a demandé aux Gardaí de présenter des chefs d'inculpations valables ou d'arrêter les garde à vues arbitraires. En juin 2009, le bateau de pêche que Pat O'Donnell occupait nuit et jour pour défendre sa zone de pêche coule dans un sabotage opéré par quatre hommes armés et cagoulés, dont l'identité n'a pas pu être établie.
En septembre 2008, Maura Harrington entame une grève de la faim pour la durée des opérations du Solitaire. Peu après la venue du Solitaire, l'équipage annonce que la grue est endommagée et le navire repart vers le Royaume-Uni pour effectuer les réparations.
Le coût total des opérations de maintien de l'ordre des Gardaí depuis les débuts des travaux jusque fin janvier 2009 est estimée à 13,5 millions d'euros.

### Années 2010

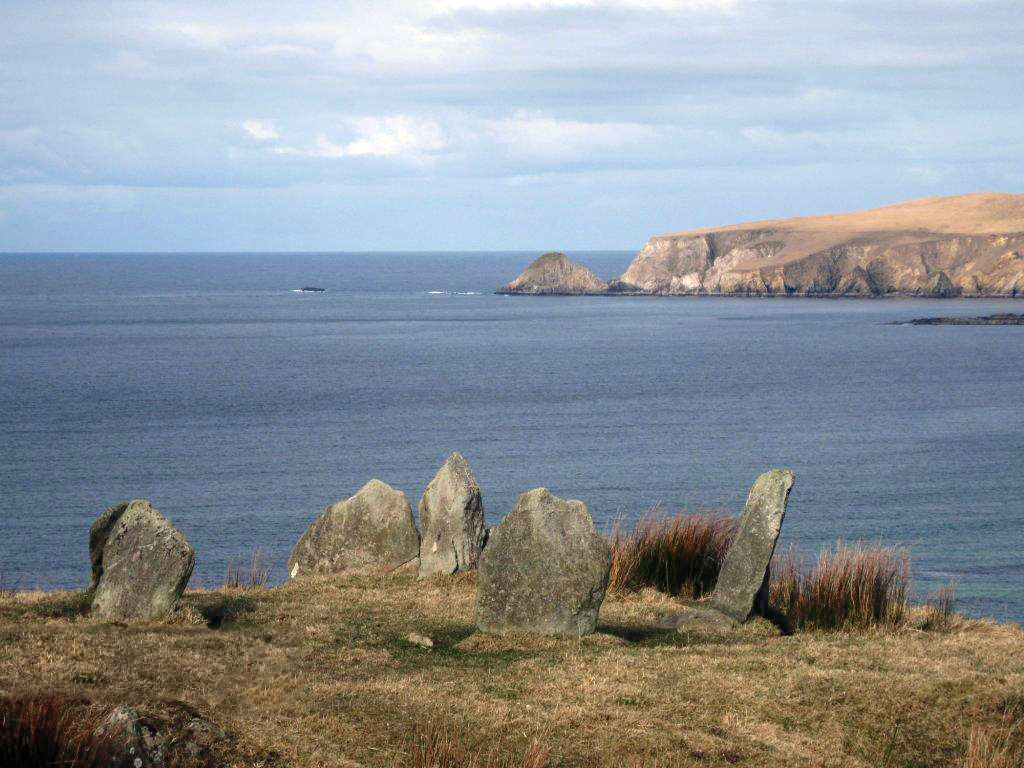
La baie de Broadhaven, où s'effectue la pose de canalisations sous-marines.

En février 2010, Pat O'Donnell a été condamné à trois mois de prison pour atteinte à l'ordre public et à quatre mois pour entrave à agent dans l'exercice de ses fonctions. Le 21 avril 2010, un des leaders du Rossport Solidarity Camp, Niall Harnett, a été condamné à onze mois de prison pour voie de fait contre quatre Gardaí. Shell to sea dénonce une parodie de justice pour faire taire les figures importantes du mouvement.
Début 2010, le responsable de la communication de Shell Colin Joyce a indiqué que les travaux seront suspendus pendant toute l'année : « Le site a été par le passé le théâtre de tensions durant les travaux. Une suspension des travaux ici en 2010 va, espérons-le, minimiser l'exposition de la communauté locale aux risques de telles tensions. »
Le 27 avril 2010, l'ONG irlandaise Frontline pour les droits de l'homme a rédigé un rapport très critique des activités de Shell, et du rôle des Gardaí et de l'IRMS.
Le 31 mai 2010, Shell a fait une troisième demande de permis de construire à An Bord Pleanala pour un changement de tracé de l'oléoduc.
En juillet 2010, après avoir obtenu le permis de construire pour son nouveau tracé, Shell a annoncé commencer à réaliser 80 forages dans Sruwaddacon Bay pour sonder le terrain.
En avril 2011, deux femmes sont arrêtées par les Gardaí et leur caméra est confisquée. Les deux femmes sont peu après relâchées et leur caméra leur est rendue. Elles rendent alors public l'enregistrement de la caméra que les Gardaí avaient par inadvertance oublié d'éteindre. L'enregistrement révèle que les deux officiers qui les avaient arrêtées ont proféré en privé des blagues sexistes à leur encontre, notamment en les menaçant de « déportation » et de « viol » si elles ne donnaient pas leurs noms et adresses. L'affaire a eu un retentissement important dans la presse et chez certains politiciens. Le Dublin Rape Crisis Centre (Association SOS viol de Dublin) a déclaré les commentaires des deux policiers « inacceptables ». Une enquête interne est en cours,.
En 2013, une autre affaire défraye la chronique selon laquelle Shell aurait fourni à hauteur de 35 millions d'euros les services de police en boissons alcoolisées, ce qui ravivent les accusations de pots-de-vin entre Shell et la police et accessoirement la consommation d'alcool des forces de police.

## Réactions politiques
Fin 2006, alors que la controverse suscite de l'intérêt en Irlande, le Taoiseach Bertie Ahern réitère que la position gouvernementale est sans quiproquos sur le sujet, que les négociations avec Shell sont terminées et qu'il n'y a rien à ajouter. En réaction aux manifestations qui se poursuivent, lui et le leader de l'opposition Enda Kenny déclarent que « la loi doit être respectée ».
Des Nigérians en Irlande ont montré leur soutien au collectif. Depuis, Shell to Sea a développé des relations privilégiées avec le mouvement de résistance aux agissements de Shell dans le delta du Niger. Une grande manifestation a eu lieu le 10 novembre 2006 pour commémorer l'exécution de Ken Saro-Wiwa et d'autres chefs du peuple Ogoni en 1995. Une peinture murale a été faite à Rossport en hommage au peuple Ogoni.

## Griefs et revendications du collectif[20]

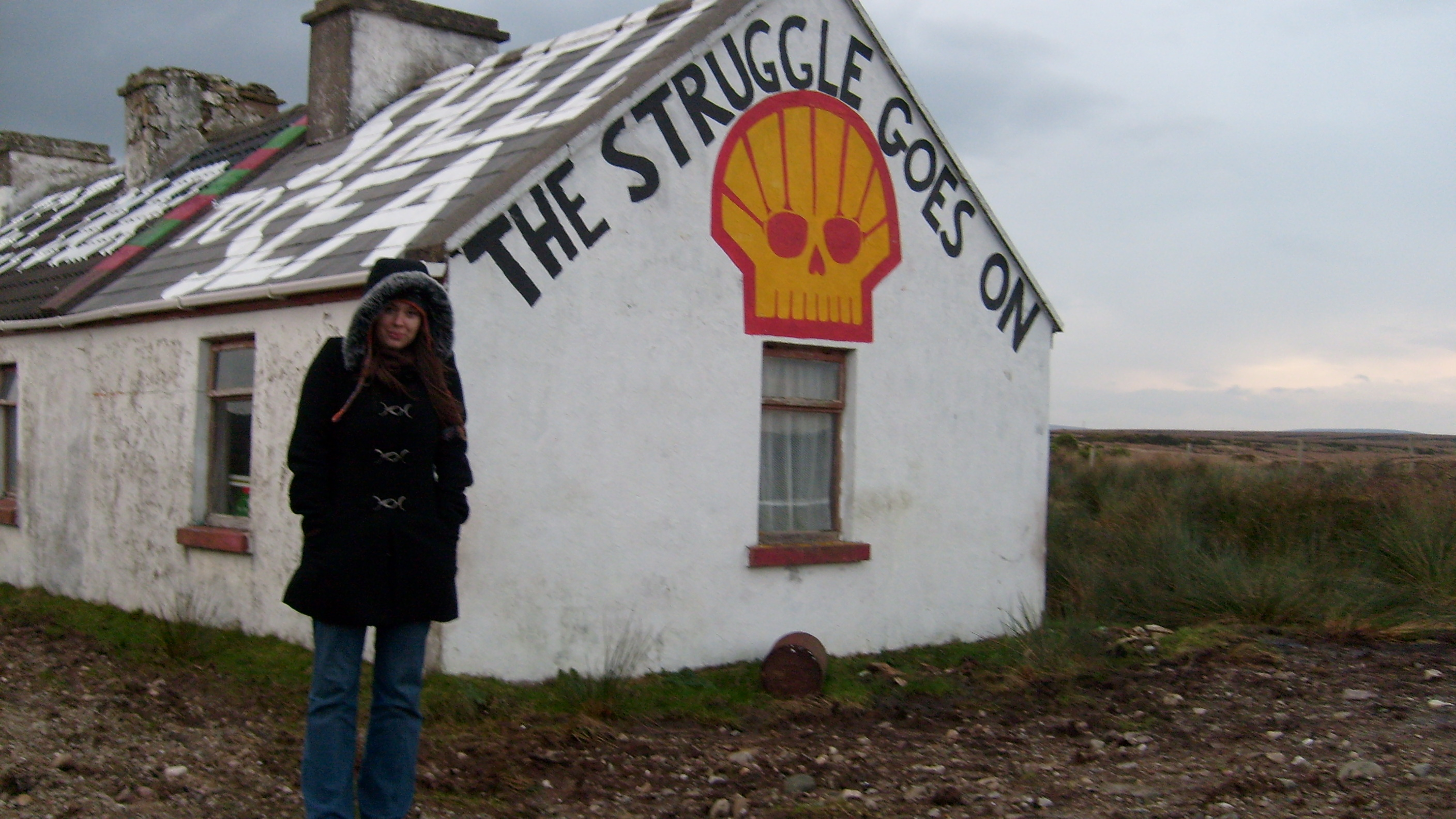
The struggle goes on (« la lutte continue ») écrit sur le pignon d'une maison auprès de la rivière Glenamoy.

- Le gaz brut sera canalisé à haute pression dans un gazoduc enterré à 50 cm de la surface qui traversera plusieurs zones protégées et passera à proximité de nombreuses maisons d'habitation. Le collectif Shell to Sea exprime des inquiétudes, que les distances de sécurité ne sont pas respectées. Il se fonde sur un rapport de la société anglaise Advantica pour le ministère irlandais de la communication et des ressources naturelles et marines, qui calcule que dans le cas d'une rupture d'un gazoduc d'une pression de 345 bar, une personne située à moins de 315,2 m serait en danger de mort et une habitation située à moins de 217,1 m serait en danger d'incendie[21].

- Le gazoduc et la raffinerie sont en cours de construction sur un sol tourbeux imbibé d'eau à 90 %, d'une profondeur de 4,5 à 6 m qui repose sur une sous-couche de dóib, une substance compacte semblable aux sables mouvants dont les caractéristiques ne sont pas encore clairement déterminées. Le 19 septembre 2003, 44 glissements de terrain simultanés déplacent 200 000 m3 de boue, de tourbe, de graviers en emportant des ponts, des murs de béton, un cimetière et plusieurs habitations et fait plusieurs victimes animales sur les flancs des montagnes de Glengad, Barnacuille et Cornhill. Le glissement de terrain a eu lieu sur l'itinéraire originel du gazoduc. D'autre part, la nature exceptionnellement acide du sol a suscité des inquiétudes quant aux problèmes de corrosion des canalisations sur le long terme.

- La raffinerie de Ballinaboy se trouve dans le bassin versant de Carrowmore Lake, qui est la réserve locale d'eau potable. D'après Shell to Sea, situer une raffinerie dans un bassin hydrographique est du jamais vu dans un pays occidental. D'après le conseil général du comté, les taux d'aluminium dans l'eau excèdent les normes de sécurité fixé par l'OMS. D'après l'ONG An Taisce, si le projet voit le jour, le lac deviendrait non potable. Kevin Moore, membre d'An Bord Pleanála, le bureau irlandais qui dispense les permis de construire, a écrit dans son rapport de 2002 que « Dans l'optique d'une planification stratégique, c'est un mauvais site ; dans l'optique d'une politique gouvernementale qui s'efforce de favoriser un développement régional équilibré, c'est un mauvais site ; dans l'optique de minimiser notre impact environnemental, c'est un mauvais site ; par conséquent, dans une optique de développement durable, c'est un mauvais site[22] ». Le groupe de pression Pobal Chill Chomáin (« les gens de Kilcommon ») préconise que le site de la raffinerie soit transféré à Glinsk, une grande zone inhabitée située à quelques kilomètres du site actuel. Cette proposition a été soutenu par le président du parti travailliste Michael D. Higgins, par le Teachta Dála local du parti Fine Gael Michael Ring et par l'évêque de Killala John Fleming mais a été rejeté par Shell et par le gouvernement. Shell to Sea milite pour un traitement du gaz en mer avant qu'il soit transporté dans des zones résidentielles, car c'est d'après eux la « pratique classique dans le monde entier[23] ». Shell a rejeté cette proposition, arguant qu'elle était trop chère à mettre en pratique.

- Les critiques de Shell to Sea portent aussi et surtout sur le « paquet cadeau[24] » que le gouvernement aurait préparé pour les compagnies pétrolières. Alors que la totalité des gisements d'hydrocarbures sont situés en territoire irlandais, les compagnies pétrolières ne doivent payer aucune royalty au gouvernement, bénéficient d'un taux d'imposition de 25 % (alors que la moyenne mondiale est de 68 %) payable seulement après la fin de l'exploitation du gisement dans plusieurs décennies, et après en avoir déduit leurs frais de productions. Shell peut en outre vendre le gaz et le pétrole aux mêmes prix du marché soit à l'Irlande soit à l'étranger comme il l'entend. Mike Cunningham, ancien directeur de Statoil, a déclaré qu'« aucun pays au monde ne donne des conditions aussi favorables aux compagnies pétrolières que l'Irlande[25] ». Ces dispositions ont été instituées par une législation de Ray Burke, ancien ministre des communications et de l'énergie du gouvernement du Fianna Fáil[26],[27]. Shell to Sea a souligné la probabilité de corruption et de pots de vin pour l'obtention de conditions aussi favorables.

## Critiques
Il existe des rumeurs comme quoi des factions de l'IRA ou du Sinn Féin exercent un contrôle sur le mouvement Shell to Sea. Le garde des sceaux Michael McDowell et plusieurs organes de presse nationaux ont notamment relayé ces allégations.
Des militants ont été caricaturés dans la presse tabloïd comme une bande de hippies fanatiques, d'écoguerriers ou de ploucs « sous-intellectuels ». Des Gardaí ont aussi accusé des membres de Shell to Sea d'intimidation. Le président de la chambre de commerce de Belmullet a expliqué que ce qui était qualifié d'intimidation était en réalité le boycott de commerces pro-Shell par les membres de Shell to Sea. « Ça n'a jamais été plus grave que ça, mais c'est déjà très grave » a-t-il déclaré.
La juge Mary Devins, qui a condamné des membres du mouvement, a dit en 2007 avoir reçu des lettres d'injures, certaines signées, d'autres anonymes.

## Filmographie
- Pipe down Documentaire d'une heure qui donne la parole aux différentes parties. Le film a été primé Best Feature Documentary au festival de film de Waterford en 2009. Visionnable en ligne en VO[30].
- The Pipe Documentaire de 80 min réalisé par Risteard O'Domhnaill en 2010[31], notamment à l'affiche de l'édition 2011 du festival du cinéma Berlinale[32].